# Oak Hill (Ohio)
Oak Hill és una població dels Estats Units a l'estat d'Ohio. Segons el cens del 2000 tenia 1.685 habitants.

## Demografia
Segons el cens del 2000, Oak Hill tenia 1.685 habitants, 673 habitatges, i 458 famílies. La densitat de població era de 570,7 habitants per km².
Dels 673 habitatges en un 34,3% hi vivien nens de menys de 18 anys, en un 49,2% hi vivien parelles casades, en un 14,6% dones solteres, i en un 31,8% no eren unitats familiars. En el 27,8% dels habitatges hi vivien persones soles el 13,7% de les quals corresponia a persones de 65 anys o més que vivien soles. El nombre mitjà de persones vivint en cada habitatge era de 2,44 i el nombre mitjà de persones que vivien en cada família era de 2,95.
Per edats la població es repartia de la següent manera: un 25,3% tenia menys de 18 anys, un 8,7% entre 18 i 24, un 29,6% entre 25 i 44, un 19,8% de 45 a 60 i un 16,6% 65 anys o més.
L'edat mediana era de 35 anys. Per cada 100 dones de 18 o més anys hi havia 78,4 homes.
La renda mediana per habitatge era de 28.289 $ i la renda mediana per família de 31.898 $. Els homes tenien una renda mediana de 28.750 $ mentre que les dones 20.438 $. La renda per capita de la població era de 13.580 $. Aproximadament el 14,2% de les famílies i el 20,6% de la població estaven per davall del llindar de pobresa.

## Poblacions més properes
El següent diagrama mostra les poblacions més properes.